# Charlton House

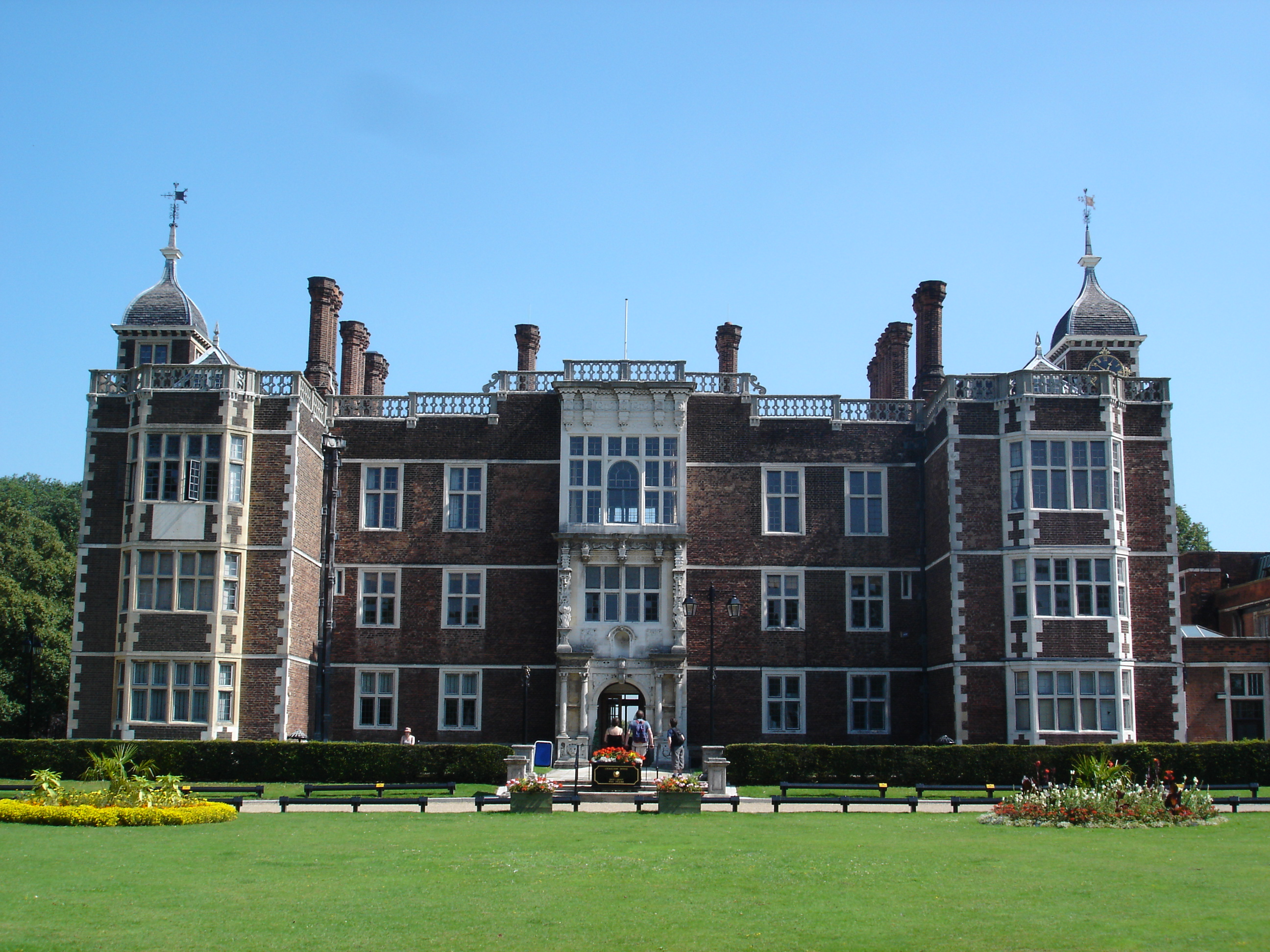
Charlton House in London

Charlton House ist ein Herrenhaus im jakobinischen Stil in Londoner Stadtteil Charlton. Es gilt als besterhaltenes anspruchsvolles Gebäude dieses Baustils in Greater London. Es wurde in den Jahren 1607 bis 1612 aus roten Ziegeln mit Natursteinverkleidungen erbaut und hat einen Grundriss in Form eines „E“ (zu Ehren Elisabeth I.). Im Inneren findet man einen Rittersaal, eine Kapelle, ein formelles Speisezimmer, einen Salon und eine Galerie.
Das Haus wurde für Sir Adam Newton, Tutor von Prinz Henry, Sohn von Jakob I. und Bruder des späteren Karl I., erbaut.

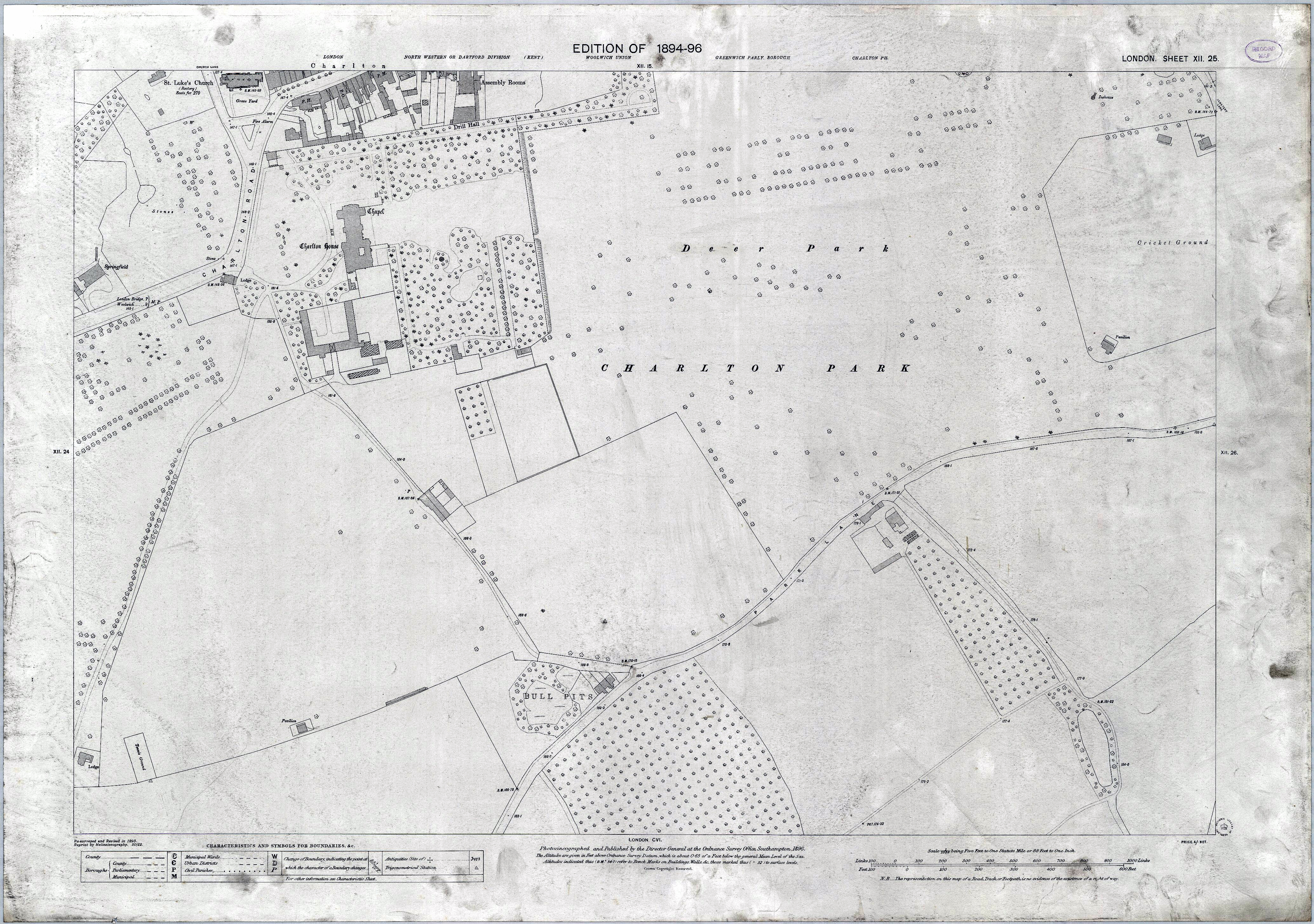
Umgebungskarte des Hauses von 1896 (Ordnance Survey Office)

Der Tagebuchschreiber John Evelyn, der das Haus kannte und mit Newtons Sohn Henry gut bekannt war, berichtet, dass dieses Haus für Prinz Henry gebaut wurde. Wegen Sir Adams Verbindungen zum Hof nimmt man oft an, der Baumeister dieses Hauses sei John Thorpe, einer der ersten professionellen englischen Architekten gewesen, der als Bauleiter für den königlichen Palast im nahegelegenen Greenwich, den Palace of Placentia, agierte. Thorpe hatte 1601 die Office of Works (königliche Bauabteilung) verlassen, um auf eigene Rechnung zu arbeiten. Weitere Verbindungen zur königlichen Familie sind bei Charlton House in Form der Federn des Prince of Wales über der Osttüre zum Rittersaal und im Salon zu sehen, wo man auch das königliche Monogramm “JR” (für Jakob I.) finden kann. Das Wappen des Hauses Stuart sieht man im westlichen Hof sowie das Motto des Hosenbandordens und des Prince of Wales, “Ich dien”, im östlichen Hof.

Der Rittersaal im zweiten Obergeschoss

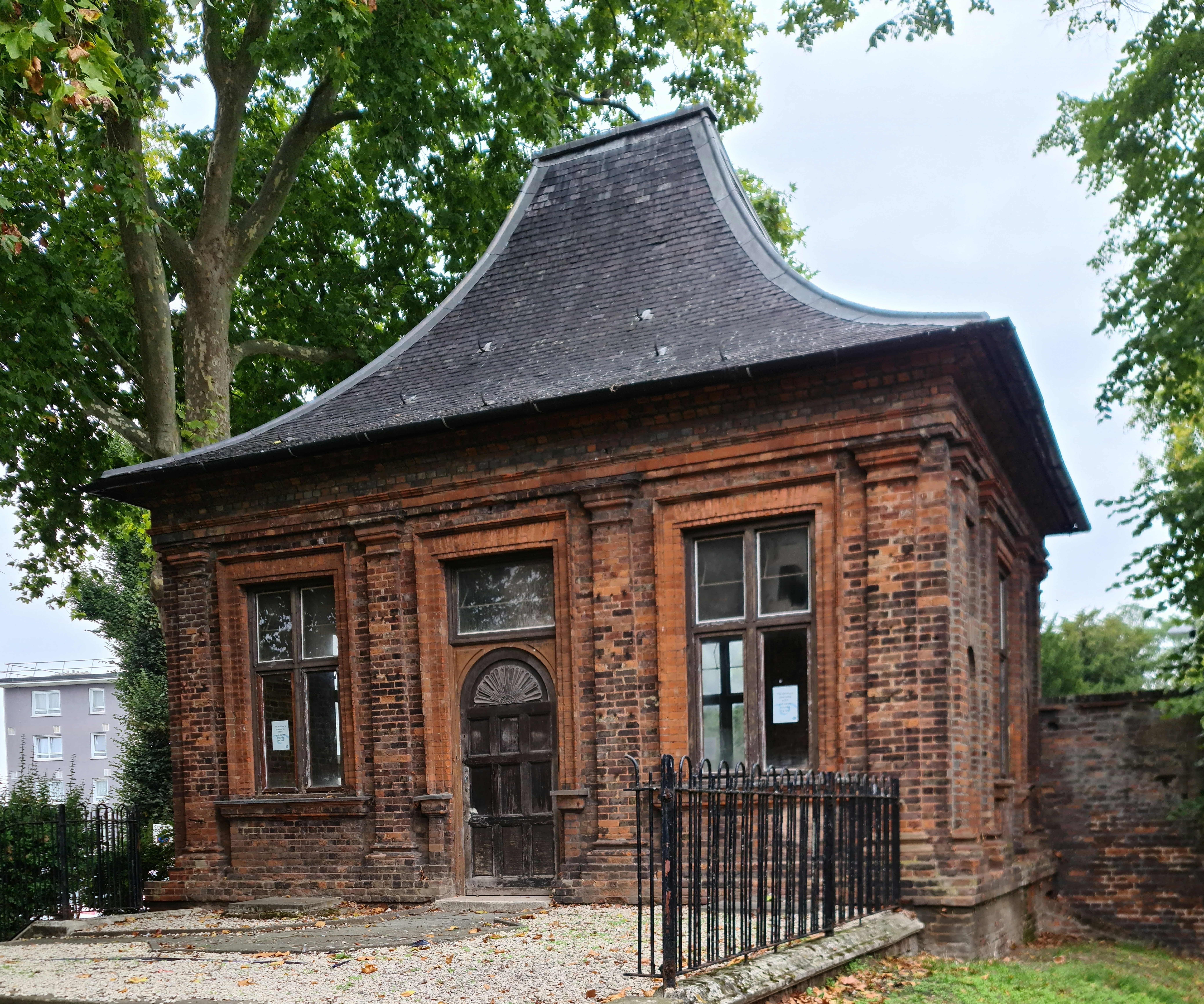
Orangerie von Charlton House

Das Gartenhaus oder Orangerie, das in eine öffentliche Toilette umgebaut wurde, wird von Optimisten Inigo Jones zugeschrieben, der ansonsten keine Verbindung zu diesem Haus hat. Scheinbar lauernd hinter der Orangerie steht ein Maulbeerbaum, der als ältester der Species Morus nigra im Lande gilt. Dieser altehrwürdige Baum soll 1608 auf Geheiß Jakob I. gepflanzt worden sein.
1877 wurde Charlton House von Norman Shaw ein weiterer Flügel hinzugefügt. Haus und Anwesen wurden im Ersten Weltkrieg als Krankenhaus genutzt und 1925 vom Metropolitan Borough of Greenwich erworben. Die Kapelle wurde im Zweiten Weltkrieg zerbombt und in der Folge wieder aufgebaut, allerdings mit nicht passenden Ziegeln, so wie sie unmittelbar nach dem Krieg verfügbar waren. Zunächst fand ein Museum in Charlton House Platz, jetzt dient es als Stadtteilzentrum. Ein großer Teil der früheren Pleasuregrounds wurden in Parkanlagen umgewandelt, aber Reste des Hausgartens haben bis heute überlebt, ebenso wie ein kurzer Abschnitt der Ha-Ha.
Die eingefriedeten Gärten und ein Teil des Staudengartens wurden 2003 und 2004 vom Landschaftsgärtner Andrew Fisher Tomlin für das Royal Borough of Greenwich wieder angelegt. Sie bestehen aus Rasenpflanzungen und einem eingefriedeten Küchengarten mit drei alten Apfelbäumen. Auf einem leeren Platz wurde der Amnesty International Peace Garden ebenfalls nach Plänen von Fisher Tomlin angelegt.